# 91 Pułk Artylerii Przeciwpancernej
91 Wejherowski pułk artylerii przeciwpancernej (91 pappanc) – oddział artylerii przeciwpancernej Wojska Polskiego.

## Formowanie i zmiany organizacyjne
Pułk został sformowany wiosną 1949, w garnizonie Kołobrzeg, w koszarach przy ulicy Szczecińskiej 2, w składzie 8 Zmotoryzowanej Dywizji Piechoty.
Jednostka została zorganizowana na bazie samodzielnych dywizjonów artylerii przeciwpancernej (15 i 20 dappanc), według etatu Nr 5/46 o stanie 622 żołnierzy i 18 pracowników kontraktowych. Pułk przejął dotychczasowy numer jednostki wojskowej 20 dappanc i jego nazwę wyróżniającą "Wejherowski".
Latem 1950 oddział został przeformowany na nowy etat Nr 4/47 o zmniejszonym stanie 527 wojskowych i 13 pracowników kontraktowych oraz wyłączony ze składu 8 Zmot. DP i podporządkowany bezpośrednio dowódcy OW-II.
Latem 1951 pułk został dyslokowany do garnizonu Gniezno, gdzie został przeformowany na etat Nr 4/57 o stanie 469 żołnierzy i 20 pracowników cywilnych oraz włączony w skład 28 Brygady Artylerii Przeciwpancernej.
W grudniu 1952 oddział został przeformowany na etat Nr 4/89 o zmniejszonym stanie 400 wojskowych i 10 pracowników kontraktowych, a w listopadzie 1954 roku na etat Nr 4/108 o stanie 363 wojskowych i 13 pracowników.
Jesienią 1956 została rozformowana 28 BAPpanc, natomiast 91 pappanc został podporządkowany bezpośrednio dowódcy Śląskiego Okręgu Wojskowego i przeformowany na etat Nr 4/138 o stanie 978 wojskowych i 7 pracowników wojska.
12 września 1991 pułk utracił prawo do nazwy wyróżniającej "Wejherowski".
W 1993 jednostka została włączona w skład 4 Dywizji Zmechanizowanej.

## 17 pułk artylerii przeciwpancernej
2 października 1995 roku jednostka została przemianowana na 17 pułk artylerii przeciwpancernej oraz przejęła dziedzictwo tradycji:
- 17 pułku artylerii lekkiej (1919-1939),
- 91 Wejherowskiego pułku artylerii przeciwpancernej (1949-1991),
- 91 pułku artylerii przeciwpancernej (1991-1995).

Dzień 16 września został ustanowiony Świętem Pułku.
19 kwietnia 1996 roku pułk otrzymał nową nazwę wyróżniającą "Gnieźnieński" oraz imię patrona Króla Bolesława Chrobrego.
W 1998 roku 17 Gnieźnieński pułk artylerii przeciwpancernej im. Króla Bolesława Chrobrego został rozformowany.